# Солунски залив
Солунски залив или Термајски залив (грч. Θερμαϊκός Κόλπος, Thermaikos kólpos) је залив у северној Грчкој, у историјској покрајини Егејска Македонија. Део је Егејског мора, тачније његовог северног дела. Залив се пружа између западне обале полуоства Халкидикија и источне обале копна Грчке (област Пијерија). На југу се залив отвара ка отвореном мору, док се у северном делу завршава ушћем Вардара и Солунским пољем. На врху залива налази се град Солун.

## Порекло назива
Солунски залив је назив који употребљавају Јужни Словени (посебно Срби, Македонци и Бугари) и који је добио име по граду Солуну, важној луци на Балкану. Грчки и међународно признат назив је "Термајски залив", а који се зове по старом имену Солуна „Терма“.

## Природни услови
Солунски залив налази на месту где Егејско море надубље продире у унутршњост Балкана. Залив је дуг око 100 km, на северу широк свега 5 km да би ка југу, на месту укључења у отворено море, био широк и 50 km. У заливу нема значајних полуоства и острва.
Најважнија притока Солунског залива је Вардар, а мање су Бистрица (Алиакмонас) и Пиниос.

## Створени услови
Солунски залив је својих статешким и саобраћајним значајем одувек био густо насељен и са важним лукама, нарочито везано за град Солун, који се налази на самом врху залива. Солун је и веома важна лука. Мања насеља, важна у области туризма, су Неа Каликратија, Неа Моуданија на Халкидикију и Олимпик Бич, Литохоро и Платамон на Пијеријској ривијери.